# Zeslandentoernooi 2021 (mannen)
De tweeëntwintigste editie van het Zeslandentoernooi voor mannen van de Rugby Union werd gespeeld van 6 februari tot en met 20 maart 2021 tussen de rugbyteams van Engeland, Frankrijk, Italië, Schotland, Wales en het Iers rugbyteam (het team dat zowel de Republiek Ierland als Noord-Ierland vertegenwoordigt in internationale wedstrijden). Engeland verdedigde zijn titel. Wales won het toernooi. Vanwege de maatregelen tegen de coronapandemie werden alle wedstrijden gespeeld zonder toeschouwers. Vanwege een corona-uitbraak bij het Franse team werd hun wedstrijd in de derde week uitgesteld naar eind maart.

## Deelnemende landen
| Land      | Stadion             | Capaciteit | Stad      | Coach           | Aanvoerder                     |
| --------- | ------------------- | ---------- | --------- | --------------- | ------------------------------ |
| Engeland  | Twickenham          | 82.000     | Londen    | Eddie Jones     | Owen Farrell                   |
| Frankrijk | Stade de France     | 81.338     | Parijs    | Fabien Galthié  | Charles Ollivon                |
| Ierland   | Aviva Stadium       | 51.700     | Dublin    | Andy Farrell    | Jonathan Sexton Iain Henderson |
| Italië    | Stadio Olimpico     | 73.261     | Rome      | Franco Smith    | Luca Bigi                      |
| Schotland | Murrayfield Stadium | 67.144     | Edinburgh | Gregor Townsend | Stuart Hogg                    |
| Wales     | Millennium Stadium  | 74.500     | Cardiff   | Wayne Pivac     | Alun Wyn Jones                 |

## Stand
| Positie | Land      | Wedstrijden | Wedstrijden | Wedstrijden | Wedstrijden | Punten | Punten | Punten   | Try's | Try's | Tabel Punten |
| Positie | Land      | Gespeeld    | Gewonnen    | Gelijk      | Verloren    | Voor   | Tegen  | Verschil | Voor  | Tegen | Tabel Punten |
| ------- | --------- | ----------- | ----------- | ----------- | ----------- | ------ | ------ | -------- | ----- | ----- | ------------ |
| 1       | Wales     | 5           | 4           | 0           | 1           | 164    | 103    | 61       | 20    | 11    | 20           |
| 2       | Engeland  | 5           | 3           | 0           | 2           | 140    | 103    | 37       | 18    | 10    | 16           |
| 3       | Ierland   | 5           | 3           | 0           | 2           | 136    | 88     | 48       | 12    | 10    | 15           |
| 4       | Frankrijk | 5           | 3           | 0           | 2           | 138    | 91     | 47       | 18    | 10    | 15           |
| 5       | Schotland | 5           | 2           | 0           | 3           | 112    | 121    | -9       | 12    | 11    | 10           |
| 6       | Italië    | 5           | 0           | 0           | 5           | 55     | 239    | -184     | 6     | 34    | 0            |

## Programma en uitslagen[17]

### Week 1
| 6 februari 2021 | Ierland              | 10 - 50 | Frankrijk            | Stadio Olimpico, Rome Toeschouwers: 0 Scheidsrechter: Matthew Carley |
| 6 februari 2021 | Try: 1 Con: 1 Pen: 1 | Verslag | Try: 7 Con: 6 Pen: 1 | Stadio Olimpico, Rome Toeschouwers: 0 Scheidsrechter: Matthew Carley |

| 6 februari 2021 | Engeland             | 6 - 11  | Schotland            | Twickenham, Londen Toeschouwers: 0 Scheidsrechter: Andrew Brace |
| 6 februari 2021 | Try: 0 Con: 0 Pen: 2 | Verslag | Try: 1 Con: 0 Pen: 2 | Twickenham, Londen Toeschouwers: 0 Scheidsrechter: Andrew Brace |

| 7 februari 2021 | Wales                | 21 - 16 | Ierland              | Millennium Stadium, Toeschouwers: 0 Scheidsrechter: Wayne Barnes |
| 7 februari 2021 | Try: 2 Con: 1 Pen: 3 | Verslag | Try: 1 Con: 1 Pen: 3 | Millennium Stadium, Toeschouwers: 0 Scheidsrechter: Wayne Barnes |

### Week 2
| 13 februari 2021 | Engeland             | 41 - 18 | Italië               | Twickenham, Londen Toeschouwers: 0 Scheidsrechter: Mike Adamson |
| 13 februari 2021 | Try: 6 Con: 4 Pen: 1 | Verslag | Try: 2 Con: 1 Pen: 2 | Twickenham, Londen Toeschouwers: 0 Scheidsrechter: Mike Adamson |

| 13 februari 2021 | Schotland            | 24 - 25 | Wales                | Murrayfield Stadium, Edinburgh Toeschouwers: 0 Scheidsrechter: Matthew Carley |
| 13 februari 2021 | Try: 3 Con: 3 Pen: 1 | Verslag | Try: 4 Con: 1 Pen: 1 | Murrayfield Stadium, Edinburgh Toeschouwers: 0 Scheidsrechter: Matthew Carley |

| 14 februari 2021 | Ierland              | 13 - 15 | Frankrijk            | Aviva Stadium, Dublin Toeschouwers: 0 Scheidsrechter: Luke Pearce |
| 14 februari 2021 | Try: 1 Con: 1 Pen: 2 | Verslag | Try: 2 Con: 1 Pen: 1 | Aviva Stadium, Dublin Toeschouwers: 0 Scheidsrechter: Luke Pearce |

### Week 3
| 27 februari 2021 | Italië               | 10 - 48 | Ierland              | Stadio Olimpico, Rome Toeschouwers: 0 Scheidsrechter: Mathieu Raynal |
| 27 februari 2021 | Try: 1 Con: 1 Pen: 1 | Verslag | Try: 6 Con: 6 Pen: 2 | Stadio Olimpico, Rome Toeschouwers: 0 Scheidsrechter: Mathieu Raynal |

| 27 februari 2021 | Wales                | 40 - 24 | Engeland             | Millennium Stadium, Toeschouwers: 0 Scheidsrechter: Pascal Gaüzère |
| 27 februari 2021 | Try: 4 Con: 4 Pen: 4 | Verslag | Try: 2 Con: 1 Pen: 4 | Millennium Stadium, Toeschouwers: 0 Scheidsrechter: Pascal Gaüzère |

| 26 maart 2021 | Frankrijk            | 23 - 27 | Schotland            | Stade de France, Parijs Toeschouwers: 0 Scheidsrechter: Wayne Barnes |
| 26 maart 2021 | Try: 3 Con: 1 Pen: 2 | Verslag | Try: 3 Con: 3 Pen: 2 | Stade de France, Parijs Toeschouwers: 0 Scheidsrechter: Wayne Barnes |

### Week 4
| 13 maart 2021 | Italië               | 7 - 48  | Wales                | Stadio Olimpico, Rome Toeschouwers: 0 Scheidsrechter: Wayne Barnes |
| 13 maart 2021 | Try: 1 Con: 1 Pen: 0 | Verslag | Try: 7 Con: 5 Pen: 1 | Stadio Olimpico, Rome Toeschouwers: 0 Scheidsrechter: Wayne Barnes |

| 13 maart 2021 | Engeland             | 23 - 20 | Frankrijk            | Twickenham, Londen Toeschouwers: 0 Scheidsrechter: Andrew Brace |
| 13 maart 2021 | Try: 2 Con: 2 Pen: 3 | Verslag | Try: 2 Con: 2 Pen: 2 | Twickenham, Londen Toeschouwers: 0 Scheidsrechter: Andrew Brace |

| 14 maart 2021 | Schotland            | 24 - 27 | Ierland              | Murrayfield Stadium, Edinburgh Toeschouwers: 0 Scheidsrechter: Romain Poite |
| 14 maart 2021 | Try: 3 Con: 3 Pen: 1 | Verslag | Try: 2 Con: 1 Pen: 5 | Murrayfield Stadium, Edinburgh Toeschouwers: 0 Scheidsrechter: Romain Poite |

### Week 5
| 20 maart 2021 | Schotland            | 52 - 10 | Italië               | Murrayfield Stadium, Edinburgh Toeschouwers: 0 Scheidsrechter: Pascal Gaüzère |
| 20 maart 2021 | Try: 8 Con: 6 Pen: 0 | Verslag | Try: 1 Con: 1 Pen: 1 | Murrayfield Stadium, Edinburgh Toeschouwers: 0 Scheidsrechter: Pascal Gaüzère |

| 20 maart 2021 | Ierland              | 32 - 18 | Engeland             | Aviva Stadium, Dublin Toeschouwers: 0 Scheidsrechter: Mathieu Raynal |
| 20 maart 2021 | Try: 2 Con: 2 Pen: 6 | Verslag | Try: 2 Con: 1 Pen: 2 | Aviva Stadium, Dublin Toeschouwers: 0 Scheidsrechter: Mathieu Raynal |

| 20 maart 2021 | Frankrijk            | 32 - 30 | Wales                | Stade de France, Parijs Toeschouwers: 0 Scheidsrechter: Luke Pearce |
| 20 maart 2021 | Try: 4 Con: 3 Pen: 2 | Verslag | Try: 3 Con: 3 Pen: 3 | Stade de France, Parijs Toeschouwers: 0 Scheidsrechter: Luke Pearce |